# Hexachrome
Model heksachromatyczny, Hexachrome − zestaw sześciu kolorów farb drukarskich (CMYKOG) stosowany w druku kolorowym wysokiej jakości. Poza czterema farbami zestawu CMYK (C = cyan (błękitny), M = magenta (purpurowy), Y = yellow (żółty), K = test (czarny)), czyli poza farbami triadowymi, używane są dodatkowo farba O = orange (pomarańczowa) i G = green (zielona), w celu wierniejszego oddania barw jak i poszerzenia możliwej do osiągnięcia przestrzeni barw w stosunku do farb triadowych. Dzięki takiemu rozwiązaniu ogranicza się też stosowanie farb spotowych. Ściśle rzecz biorąc, system hexachrome nie polega na prostym dodaniu dwóch dodatkowych farb, tzn. np. magenta hexachrome daje inną barwę niż magenta triadowa. Farby hexachrome są przeznaczone dla maszyn sześciokolorowych, tj. z sześcioma zespołami drukującymi.